# Digitaler Dienst
Ein digitaler Dienst ist ein Dienst im Sinne des Artikels 1 Absatz 1 Buchstabe b der Richtlinie (EU) 2015/1535, also eine Dienstleistung der Informationsgesellschaft, d. h. jede in der Regel gegen Entgelt elektronisch ohne gleichzeitige physische Anwesenheit der Vertragsparteien (im Fernabsatz) und durch die Übertragung von Daten auf individuelle Anforderung (auf individuellen Abruf eines Empfängers) erbrachte Dienstleistung. Eine Dienstleistung wird elektronisch erbracht, wenn sie „mittels Geräten für die elektronische Verarbeitung (einschließlich digitaler Kompression) und Speicherung von Daten am Ausgangspunkt gesendet und am Endpunkt empfangen wird und die vollständig über Draht, über Funk, auf optischem oder anderem elektromagnetischem Wege gesendet, weitergeleitet und empfangen wird“.